# Erbswurst

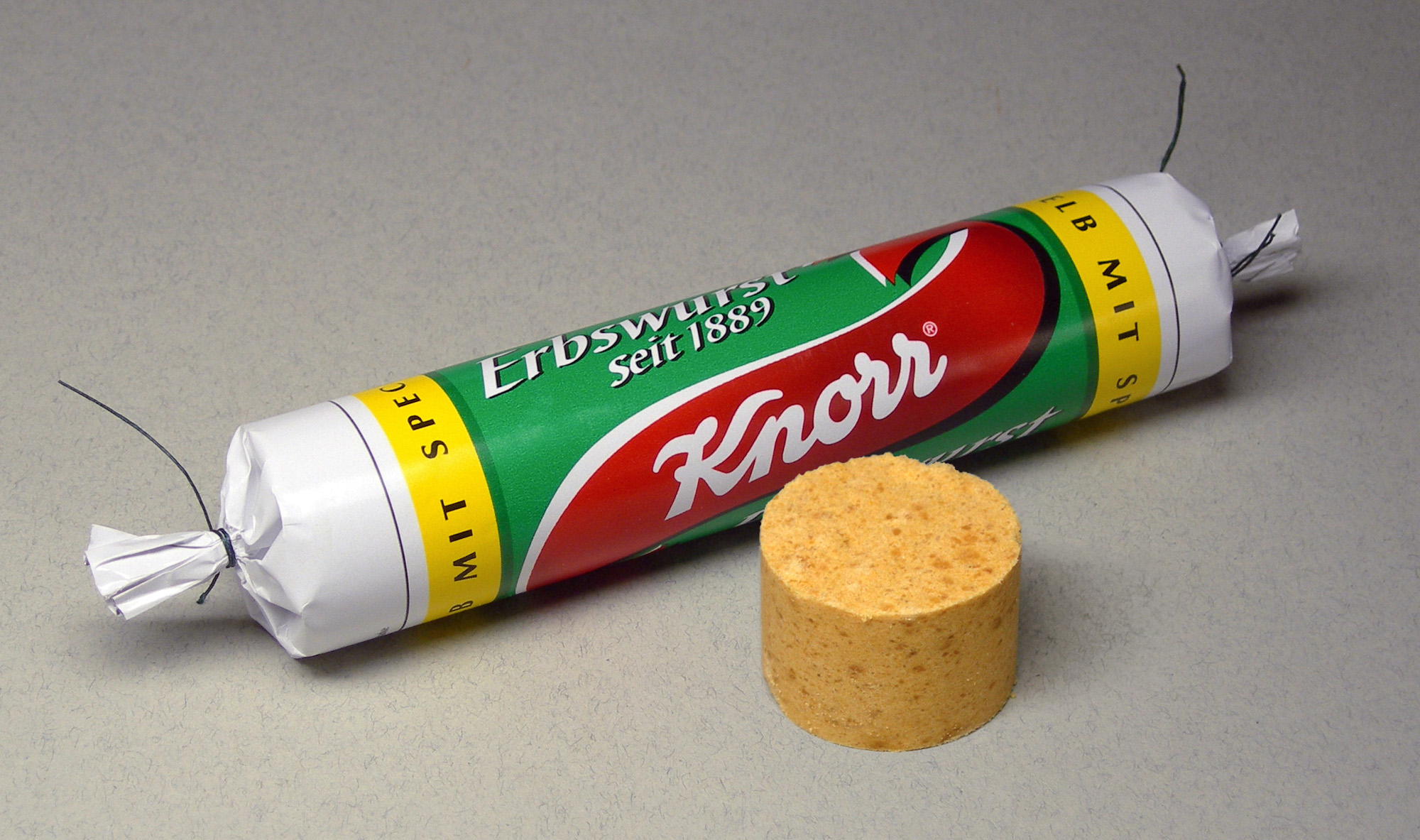
Gelbe Erbswurst von Knorr und ein Portionsstück

Die Erbswurst war eines der ältesten industriell hergestellten Fertiggerichte. Es handelt sich dabei um keine Wurst, sondern um Portionstabletten, die in eine wurstförmige, mit Aluminium beschichtete Papierrolle verpackt wurden. Daraus konnte in kurzer Zeit eine sämige Erbsensuppe hergestellt werden, indem man die Portionsstücke zerdrückte, in kaltem Wasser auflöste und einige Minuten kochte.

## Geschichte

### Allgemein

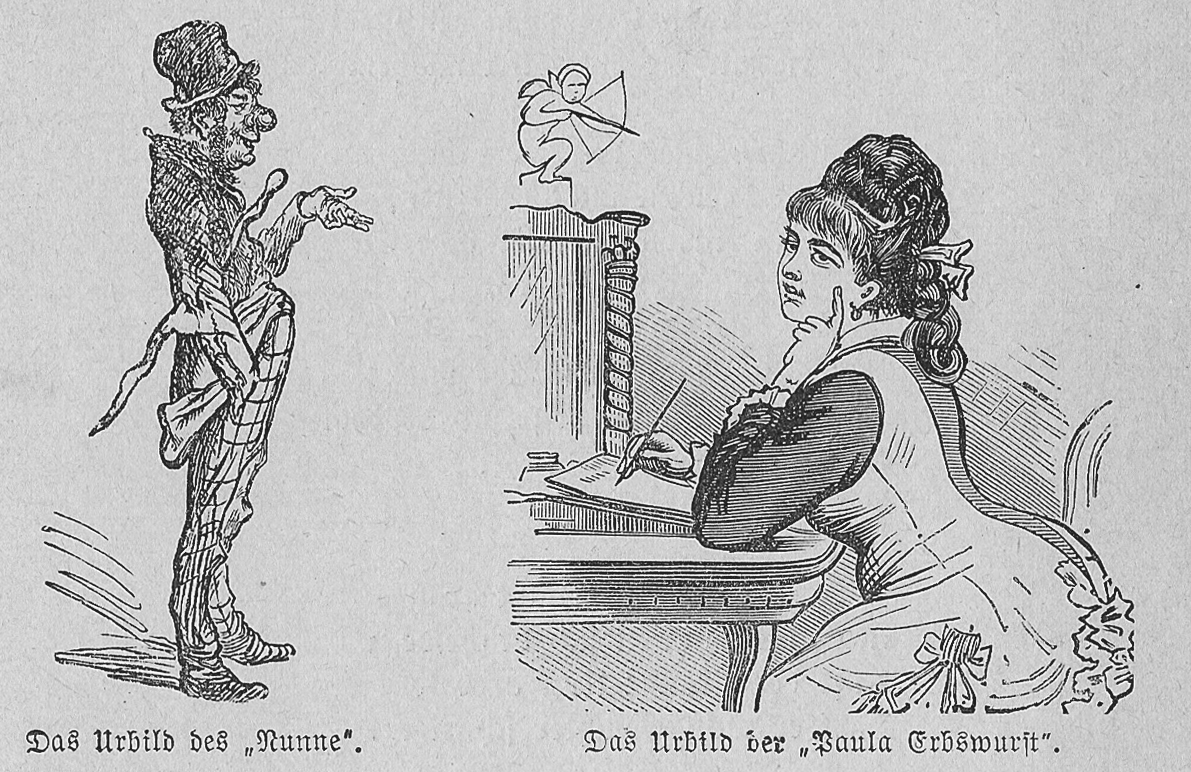
Die Figur der „Paula Erbswurst“ in der Satirezeitschrift Ulk (1896)

Entwickelt wurde die Erbswurst 1867 von dem Koch und Konservenfabrikanten Johann Heinrich Grüneberg aus Berlin. Er verkaufte seine Erfindung bald für 35.000 Vereinstaler an die preußische Armee, gefördert durch Wilhelm Engelhardt, Leiter der Verpflegungsabteilung im preußischen Kriegsministerium, das sie ab 1870 im Deutsch-Französischen Krieg – zuerst als „eiserne Ration“ – verteilen ließ. Vorangegangen waren Versuche des Kriegsministeriums, in denen Soldaten bei normalem Dienst über sechs Wochen ausschließlich mit Erbswurst und Kommissbrot verpflegt wurden. Bei Ausbruch des Krieges 1870 wurde mit der Königlich Preußischen Fabrik für Armeepräserven in Berlin eine erste Produktionsstätte auf Staatskosten errichtet, in der 1700 Arbeiter zuerst täglich sieben Tonnen Erbswurst produzierten; später waren es täglich bis zu 65 Tonnen und insgesamt 4000 bis 5000 Mitarbeiter.
Von 1889 an übernahmen die Brüder Knorr in Heilbronn, die in ihrer Fabrik bereits Knorr Haferschleim und die Patentsparsuppe Victoria herstellten, die Produktion der Fertigsuppe. In einer Werbeanzeige wurde seinerzeit ausgelobt: „Knorr’s Erbswurst ohne Speck – mit Speck – mit Schinken – mit Schweinsohren liefert vorzügliche Suppen nach Hausmacherart.“ Als billiges, nahrhaftes, nahezu unbegrenzt haltbares und einfach zuzubereitendes Gericht wurde sie allgemein beliebt und gehörte auch bald zur Grundausstattung von Wanderern, Bergsteigern und Expeditionen. Erbswurst wurde bis 2018 als Knorr Erbswurst mit Speck in den Varianten „gelb“ und „grün“ angeboten. Die Produktion wurde zum 31. Dezember 2018 wegen zu geringer Nachfrage eingestellt.
Die Portionstabletten bestanden ursprünglich nur aus Erbsenmehl, Rinderfett, entfettetem Speck, Speisesalz, Zwiebeln und Gewürzen. Später wurde die Zusammensetzung der Zutaten deutlich verändert – neben Erbsenmehl, geräuchertem Speck, Palmöl, Speisesalz sowie geräucherter Hefe, Raucharoma und anderen Aromen kamen vor allem Geschmacksverstärker zum Einsatz: Mononatriumglutamat, Dinatriuminosinat, Dinatriumguanylat und Hefeextrakt. Die gelbe Erbswurst enthielt darüber hinaus zur Farbgebung Curcuma, die grüne hingegen Gemüsesaftkonzentrat und Spinatpulver.
Zudem hatten auch noch andere Nahrungsmittelhersteller die Erbswurst in ihrem Sortiment, so zum Beispiel Maggi, die Berliner Produzenten Jacobi-Scherbening & Wiedemann, Alexander Schörke & Co. in Görlitz, die Wilhelm Pramann GmbH in Dresden, das Unternehmen von Rudolf Scheller in Hildburghausen, die Hohenlohesche Nährmittelfabrik AG aus Gerabronn sowie die Nahrungsmittelfabrikanten Otto & Kaiser, die wie Knorr in Heilbronn ansässig waren.

### Vorgeschichte und Rezeption
Dass auf Erbsen basierende Mahlzeiten als Grundlage für die Ernährung von Armeeteilen geeignet sein könnten, war bereits Anfang des 19. Jahrhunderts bekannt. Der deutsche Dichter Georg Büchner hinterließ bei seinem frühen Tod 1837 das Dramenfragment Woyzeck, das in einem seiner Handlungsstränge auf diesen persönlichen Experimenten der damaligen Zeit aufbaut (bekannt wurde der stereotype Ausruf des Doktors: „Hat Er seine Erbsen schon gegessen?“).